# Dolichopeza (Oropeza) venosa
Dolichopeza (Oropeza) venosa is een tweevleugelige uit de familie langpootmuggen (Tipulidae). De soort komt voor in het Nearctisch gebied.